# Сесе-Франк Пепе
Сесе́-Франк Пепе́ (фр. Cécé Franck Pepe, 9 листопада 1996 року, комуна Кліші, Іль-де-Франс) — французький футболіст івуарійського походження, захисник футбольного клубу «Зірка».

## Біографія
Вихованець академії «Парі Сен-Жермен». У сезоні 2013/14 провів одну гру за парижан в юнацькій лізі УЄФА. У серпні 2014 року перейшов у марсельський «Олімпік», однак жодної гри за основний склад не провів, протягом двох сезонів виступаючи за другу команду клубу у французькому Національному дивізіоні 2 (четвертий за рангом ліга)
Влітку 2017 року підписав дворічний контракт з українським клубом «Зірка» з Кропивницького. Дебютував в українській Прем'єр-лізі 11 серпня 2017 року, вийшовши у стартовому складі у виїзному матчі проти київського «Динамо» (3:0) і заробив пенальті у власні ворота

### Збірна
У 2011 році викликався в юнацьку збірну Франції (до 16 років), за яку провів шість матчів.